# IC 214
IC 214 ist eine irreguläre Galaxie vom Hubble-Typ Irr pec oder ein interagierendes Galaxienpaar im Sternbild Walfisch am Nordsternhimmel. Sie ist schätzungsweise 411 Millionen Lichtjahre von der Milchstraße entfernt.
Das Objekt wurde am 29. Dezember 1893 vom französischen Astronomen Stéphane Javelle entdeckt.